# HMS Ashanti (F51)
Lo HMS Ahanti (pennant number F51, poi G51) fu un cacciatorpediniere della Royal Navy britannica appartenente alla classe Tribal, entrato in servizio nel dicembre 1938.
Attiva durante la seconda guerra mondiale, la nave fu in forza alla Home Fleet e operò inizialmente nel teatro bellico del Mare del Nord e dell'oceano Atlantico settentrionale, prendendo parte alla campagna di Norvegia e alle operazioni di scorta ai convogli artici tra il Regno Unito e l'Unione Sovietica. Dall'agosto 1942 l'Ashanti fu distaccato nel teatro bellico del mar Mediterraneo, prendendo parte nei mesi seguenti alla battaglia di mezzo agosto, all'operazione Torch e alla campagna di Tunisia; richiamato in patria alla metà del 1943, operò quindi nelle acque della Manica e del Golfo di Biscaglia nel corso delle operazioni navali preliminari e successive allo sbarco in Normandia. Costantemente afflitto nel corso della sua vita operativa da numerosi problemi strutturali e all'apparato motore, il cacciatorpediniere concluse la guerra fermo in cantiere per riparazioni; radiato dal servizio nel 1947, l'anno dopo lo scafo fu venduto per la demolizione.

## Storia

### Entrata in servizio e prime operazioni

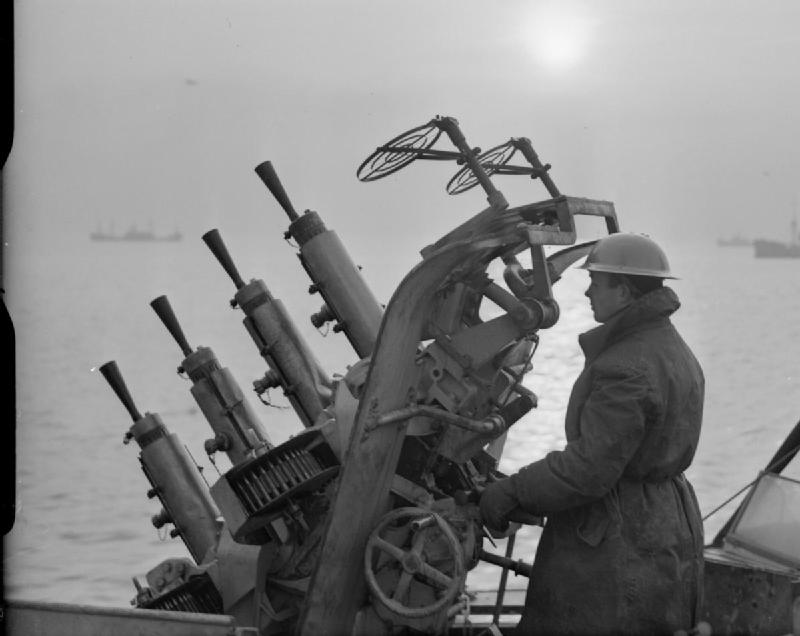
L'impianto quadrinato di cannoncini Vickers-Armstrong QF 2 lb dell'Ashanti fotografato durante una traversata artica

Ordinata ai cantieri della William Denny and Brothers di Dumbarton in Scozia il 16 giugno 1936, la nave fu impostata il 23 novembre dello stesso anno e quindi varata il 5 novembre 1937 con il nome di Ashanti in onore dell'omonimo popolo tribale dell'odierno Ghana, prima unità della Royal Navy a portare questo nome. La nave iniziò le prove di accettazione nell'agosto 1938 ma ritardi nell'installazione dei cannoni principali rimandarono la sua effettiva entrata in servizio fino al 21 dicembre di quell'anno, quando l'Ashanti fu messo in forza alla 2nd Destroyer Flotilla della Home Fleet. Secondo le intenzioni originarie, ciascuna unità della classe Tribal avrebbe dovuto svolgere una visita di rappresentanza presso la terra natale del popolo da cui prendeva il nome, al fine di stabilire una formale relazione con la nave stessa; alla fine solo l'Ashanti poté svolgere una simile crociera: il 27 febbraio 1939, dopo un viaggio dal Regno Unito via Gibilterra e Freetown, la nave arrivò in visita nel porto di Takoradi nell'allora colonia della Costa d'Oro, partecipando a cerimonie cui parteciparono i capi tribali e spirituali del popolo Ashanti. Nel viaggio di rientro, il 9 marzo il cacciatorpediniere si fermò a Gibilterra per svolgere esercitazioni con la Mediterranean Fleet. Trasferito alla 6th Destroyer Flotilla della Home Fleet, tra il 3 e l'8 maggio 1939 l'Ashanti si recò in visita a Cherbourg per una visita di rappresentanza in Francia, inaugurando quindi un periodo di esercitazioni congiunte tra la flotta britannica e la Marine nationale francese proseguito anche nei mesi seguenti; tra il 1º e il 4 giugno il cacciatorpediniere fu inviato nella baia di Liverpool per partecipare alle operazioni di soccorso del sommergibile britannico HMS Thetis, affondato con gravi perdite umane durante un collaudo.
Allo scoppio della seconda guerra mondiale nel settembre 1939, l'Ashanti si trovava in cantiere per risolvere dei gravi problemi al suo apparato motore, tornando pienamente operativo il 17 ottobre e trasferendosi nella base di Scapa Flow; da qui, nei mesi seguenti, il cacciatorpediniere fu intensamente impegnato in missioni di scorta alle unità maggiori della Home Fleet e ai convogli di navi mercantili, oltre che in missioni di caccia ai sommergibili tedeschi (U-Boot), nel Mare del Nord e nell'oceano Atlantico settentrionale. La nave dovette tornare in cantiere a Cowes nel febbraio 1940 a causa di problemi di fessurazione dello scafo, tornando operativa nel marzo seguente. A partire dal 7 aprile l'Ashanti prese parte agli scontri della campagna di Norvegia, scortando al largo delle coste norvegesi le unità maggiori della Home Fleet impegnate a dare la caccia alle forze d'invasione tedesche; il 28 aprile, mentre ispezionava le acque davanti Trondheim, l'Ashanti fu vittima di un attacco aereo della Luftwaffe: una bomba sfiorò lo scafo finendo con l'esplodere sotto di esso, causando gravi danni all'apparato propulsivo. Il cacciatorpediniere raggiunse quindi Dundee il 30 aprile per lavori di ripristino proseguiti fino al 23 maggio successivo; la nave partecipò quindi alle ultime operazioni della campagna di Norvegia, scortando ai primi di giugno i convogli di evacuazione degli Alleati dalla zona di Narvik.
Nei mesi successivi l'Ashanti rimase assegnato alla Home Fleet, svolgendo vari pattugliamenti e missioni di scorta tra il Mare del Nord e l'Atlantico. Il 16 ottobre 1940, mentre compiva una missione notturna di rilevazione mine nell'estuario del Tyne, volta a ripulire la zona prima del passaggio della nave da battaglia HMS King George V appena uscita dai cantieri di Newcastle, l'Ashanti subì gravi danni allo scafo dopo essere entrato in collisione con il cacciatorpediniere HMS Fame: entrambe le navi si incagliarono lungo la riva, e furono liberate solo il 9 novembre dopo essere state alleggerite dell'armamento e dei pesi in alto. Spostato a Wallsend, l'Ashanti fu messo nei cantieri della Swan Hunter per sottoporsi a estesi lavori di riparazione, comprensivi anche di interventi di modernizzazione e potenziamento dell'armamento antiaereo e degli apparati radar di bordo; ritardi nella consegna dei nuovi sistemi da installare, come pure la correzione di numerosi difetti nel frattempo emersi, ritardarono di quasi un anno il rientro in servizio della nave, avvenuto infine al termine di agosto 1941. La nave si trasferì quindi a Scapa Flow dove tuttavia dovette sottoporsi nuovamente a lavori di manutenzione del suo apparato motore, tornando pienamente operativa solo ai primi di ottobre; il nuovo equipaggio dell'Ashanti venne formato in maggior parte con i superstiti del gemello HMS Mashona, affondato in combattimento nel maggio precedente.

### Artico, Mediterraneo e coste francesi

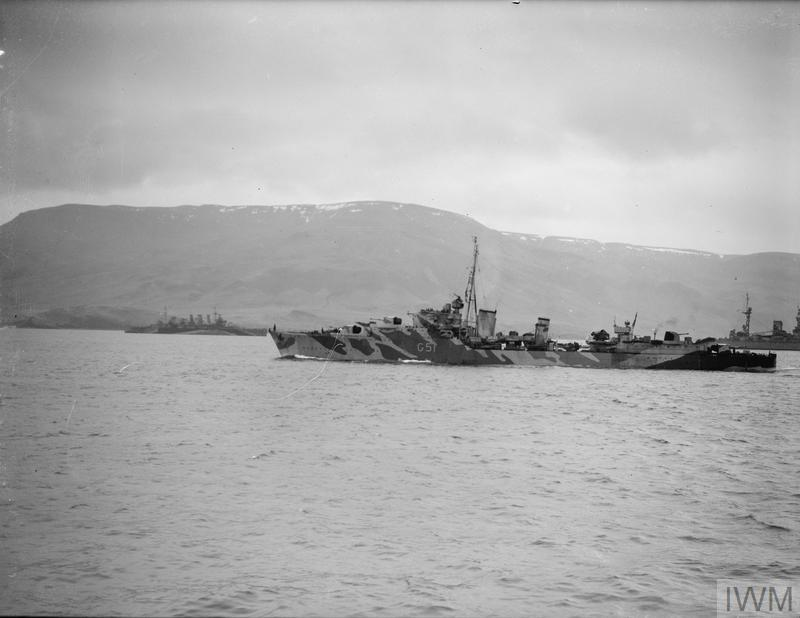
La nave a Hvalfjörður in Islanda nel novembre 1941 con lo scafo dotato di pitturazione mimetica

Tra il 22 e il 30 dicembre 1941 l'Ashanti partecipò all'operazione Anklet, un raid dei British Commandos contro le installazioni tedesche nelle Isole Lofoten in Norvegia; nel corso di questa azione, il 26 dicembre la nave abbordò un peschereccio armato tedesco e recuperò da bordo alcuni documenti di valore prima di colarlo a picco. A partire dall'inizio di marzo 1942 e fino al luglio seguente il cacciatorpediniere fu impiegato nelle operazioni di scorta lungo la "rotta artica" tra il Regno Unito e il nord dell'Unione Sovietica, scortando vari convogli di mercantili e gruppi di unità da battaglia della Home Fleet e subendo varie volte senza danni attacchi di aerei e sommergibili tedeschi. Il 9 agosto invece l'Ashanti lasciò il Regno Unito di scorta a un convoglio fortemente scortato diretto a rifornire l'isola di Malta; l'azione sfociò quindi nei giorni seguenti nella vasta battaglia di mezzo agosto nelle acque del mar Mediterraneo occidentale, nel corso della quale il cacciatorpediniere sostenne vari attacchi aerei e di sommergibili da parte delle forze italo-tedesche. Rientrato a Scapa Flow, in settembre l'Ashanti riprese con le ormai abituali missioni di scorta ai convogli artici, prima di andare in cantiere a Rosyth in ottobre per un turno di lavori di manutenzione.
Al rientro in servizio, ai primi di novembre il cacciatorpediniere raggiunse Gibilterra per prendere parte ai progettati sbarchi anglo-statunitensi in Nordafrica (operazione Torch): l'8 novembre l'Ashanti protesse quindi lo sbarco dei reparti britannici nella zona di Algeri, per poi partecipare nei mesi seguenti a varie missioni di scorta ai convogli alleati e di attacco al traffico navale nemico nel Mediterraneo occidentale nell'ambito della campagna di Tunisia. Nuovi problemi all'apparato motore costrinsero infine l'Ashanti a lasciare il teatro bellico del Mediterraneo nel giugno 1943 e a rientrare in patria per sottoporsi a estesi lavori di manutenzione nei cantieri navali di Londra, proseguiti fino all'ottobre seguente quando la nave tornò in forza alla Home Fleet.

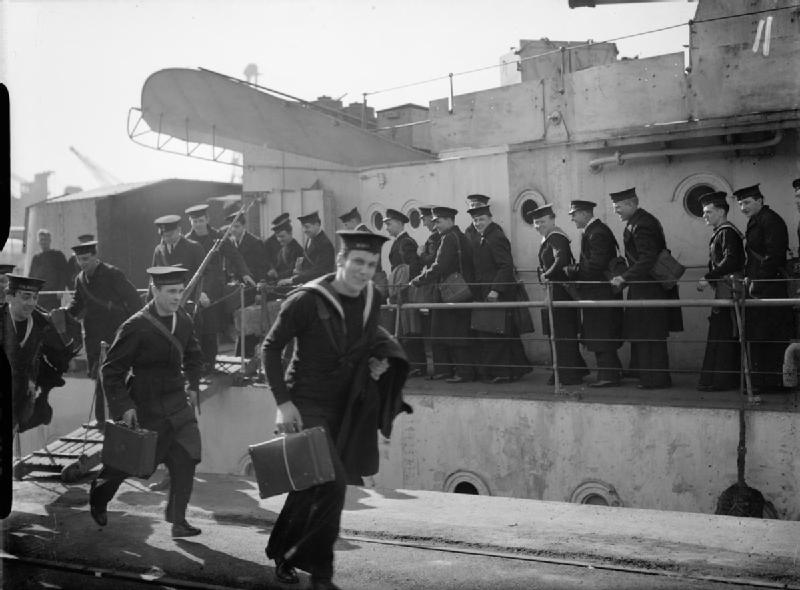
L'equipaggio della nave scede a terra durante una sosta in un porto britannico

A partire dal novembre 1943 l'Ashanti tornò a operare come unità di scorta ai convogli sulla rotta artica, proseguendo in questo compito fino alla fine dell'anno. Nel febbraio 1944 la nave fu trasferita in forza alla 10th Destroyer Flotilla anglo-canadese, e quindi spostata a Plymouth per partecipare, nei mesi seguenti, a una campagna di attacchi al traffico navale tedesco nel canale della Manica (operazione Tunnel) e per scortare gruppi di posamine britannici intenti a posare sbarramenti minati lungo le coste settentrionali della Francia (operazione Hostile). Nella notte tra il 25 e il 26 aprile l'Ashanti partecipò, in squadra con l'incrociatore HMS Black Prince e altri tre cacciatorpediniere classe Tribal, a uno scontro con tre torpediniere tedesche a nord dell'Île-de-Batz: una delle unità nemiche fu colata a picco, ma nel corso delle manovre l'Ashanti entrò in collisione con il cacciatorpediniere HMCS Huron, riportando danni allo scafo che lo tennero bloccato in porto per le riparazioni a Devonport fino al 27 maggio. Assegnato alle forze navali alleate impegnate nelle operazioni dello sbarco in Normandia, a partire dal 6 giugno 1944 l'Ashanti pattugliò l'imboccatura occidentale della Manica per impedire incursioni delle navi tedesche contro il fianco della flotta di invasione: il 9 giugno, in squadra con altri sei cacciatorpediniere alleati, la nave partecipò alla battaglia di Ushant contro una flottiglia di unità tedesche contribuendo all'affondamento di un cacciatorpediniere nemico; il 14 giugno, in coppia con il cacciatorpediniere polacco ORP Piorun, affondò invece un dragamine tedesco al largo dell'Isola di Jersey.
A partire dalla fine di luglio 1944 l'Ashanti fu assegnato alla flotta alleate incaricata di pattugliare le acque del golfo di Biscaglia e di bloccare i porti francesi ancora in mano ai tedeschi (operazioni Kinetic e Assault): nell'ambito di queste azioni, il cacciatorpediniere partecipò nella notte tra il 5 e il 6 agosto con altre unità alleate a un attacco a un convoglio tedesco a nord di L'Île-d'Yeu, contribuendo all'affondamento di due pescherecci armati e un mercantile nemico. Il 16 settembre la nave si trasferì nei cantieri di Hebburn per un nuovo ciclo di lavori al suo problematico apparato motore, finito per essere quasi completamente sostituto; i lavori furono ritardati dalla scoperta di nuovi difetti da correggere, e la nave rimase bloccata in cantiere per il resto del 1944 e per buona parte del 1945. Quando infine tornò in servizio, il 21 agosto 1945, la guerra era ormai terminata. Subito dopo la formalizzazione della resa del Giappone, l'Ashanti fu messo in riserva a Rosyth; radiato ufficialmente dai ranghi della Royal Navy nel 1947, il cacciatorpediniere venne impiegato come nave bersaglio e sede di test per il controllo danni nelle acque del Loch Striven in Scozia prima di essere venduto l'anno seguente alla British Iron & Steel Corporation per lo smantellamento. Lo scafo fu quindi trainato a Troon il 12 aprile 1949 e avviato alla demolizione.